# 어린이 훈민정음
어린이 훈민정음은 삼성전자의 어린이 워드 프로세서이다. 워드 프로세서 기능 외에 바이오리듬, 색칠하기 기능 등이 있다. 실행시 게임처럼 로고 영상이 나오고 화면 전체가 어린이 훈민정음 메뉴가 뜬다.

## 연혁
- 1996년, 어린이 훈민정음 1 출시
- 1998년, 어린이 훈민정음 2 출시
- 2001년, 어린이 훈민정음 3 출시

## 어린이 훈민정음 1
- 《어린이 훈민정음》
- 《사전》:국어사전, 영한사전, 한영사전, 인물사전, 컴퓨터사전
- 《색칠하기》
- 《생활 계획표》
- 《시간표》
- 《일기장》: 일기장과 그림 일기장을 선택할 수 있다.
- 《용돈관리》
- 《통장관리》
- 《가족관계》
- 《친구들》
- 《바이오리듬》
- 《키보드 연습》
- 《영어 단어 게임》
  - 스펠링 비
  - 레인 맨
  - 워드 인 워드
- 《어린이 인터넷》

## 어린이 훈민정음 2
- 《어린이 훈민정음》
- 《일기장》
- 《색칠하기》
- 《생활계획표》
- 《친구들》
- 《사전》
- 《어린이 인터넷》
- 《가족관계》
- 《시간표》
- 《용돈관리》
- 《키보드 연습》
- 《바이오리듬》
- 《전자앨범》
- 《나의수첩》
- 《퍼즐게임》:같은그림맞추기, 사각퍼즐, 조각그림맞추기
- 《퍼피006》

## 어린이 훈민정음 3
- 《어린이 훈민 시트》
- 《나의 수첩》
- 《친구들》
- 《바이오리듬》
- 《전자앨범》
- 《생활계획표》
- 《색칠하기》
- 《일기장》
- 《웹에디터》
- 《키보드 연습》
- 《용돈관리》
- 《어린이 훈민 프리젠테이션》
- 《어린이 훈민정음》
- 《사전》
- 《게임》
  - 먹물 괴물을 막아라
  - 비누방울 구출작전
- 《은방울》: 악보 제작 프로그램